# Montreal Impact (1992-2011)
El Montreal Impact (del francés: Impact de Montréal) fue un equipo de fútbol de Canadá que jugó en la NASL, la segunda liga de fútbol más importante de los Estados Unidos.

## Historia
Fue fundado en el año 1992 en la ciudad de Montreal, Quebec, por la familia Saputo, que también eran dueños del desaparecido Montreal Supra, de la Canadian Soccer League, aunque iniciaron como un equipo de la American Professional Soccer League en la temporada 1993 luego de anunciarlo el 13 de diciembre de 1992. El club fue un equipo dominante en la liga entre 1993 y 1996 luego de que en 1997 jugarían en la A-League, liga que posteriormente pasaría a llamarse USL First Division y no jugaron en la temporada de 1999. Sus principales rivales fueron el Rochester Rhinos y el Toronto Lynx hasta que estos últimos pasaron a jugar en la USL Premier Development League.

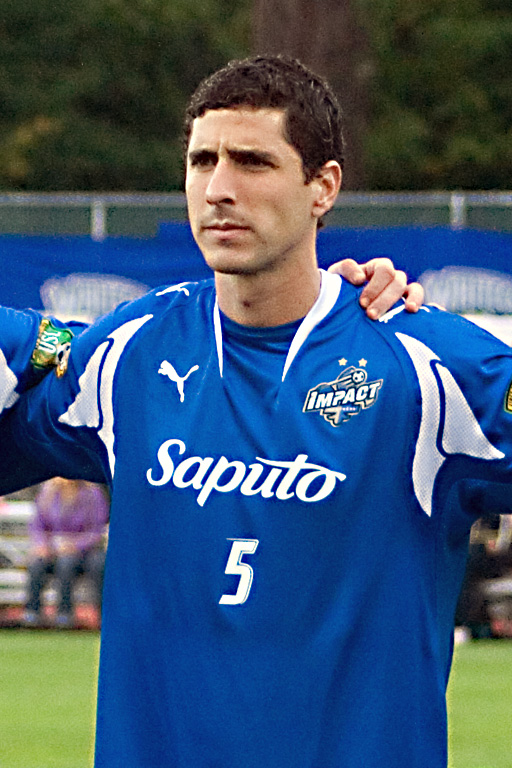
El último capitán del equipo antes del ascenso a la MLS Nevio Pizzolito (2008).

En su segunda temporada dieron la sorpresa y vencieron al campeón defensor Colorado Foxes 1-0 el 15 de octubre de 1994 en casa con estadio lleno y al final consiguieron su primer título de liga. Posteriormente fueron un equipo dominante que terminó en la primera posición en las temporadas de 1995, 1996, 1997 y 2003, aunque no volvieron a llegar a una final. El Impact perdió ante el Rochester Rhinos en las cuatro primeras ocasiones que se enfrentaron el los playoffs, en 1996, 1998, 2002 y 2003 antes de vencerlos por primera vez en la temporada de 2004 rumbo a su segundo título de liga. En el 2005 tras una buena temporada fueron eliminados por el equipo que al final sería el campeón, el Seattle Sounders por marcadores de 2-2 y 1-2. El equipo también ganó la primera edición de la Voyageurs Cup en 2002 y llegó a la final en las temporadas de 2003 y 2008. En 2009 ganó su tercer título de liga luego de vencer al Vancouver Whitecaps FC 6-3 en el marcador global.

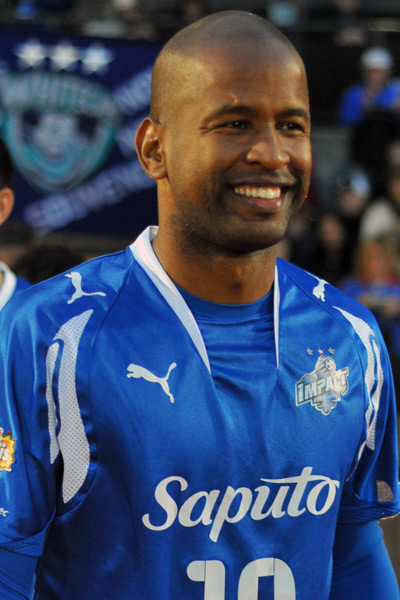
El internacional panameño Roberto Brown jugó en el club en la NASL.

En 2004 el equipo ganó la conferencia del este de la A-League y lograron ganar su segundo título de liga, 10 años antes de su primer título luego de vencer al Seattle Sounders en la final disputada en Montreal con gol de Mauricio Vincello al minuto 33, y fue nombrado MVP de la final. El segundo gol lo anotó Frederick Commodore al minuto 78.
El equipo no jugó la temporada de 1999 porque la familia Saputo tuvo problemas con la liga, pero jugaron fútbol indoor en la NASL. En 2001 se declararon en bancarrota lo que provocó la venta del club. la cual compró Joey Saputo y luego de acuerdos con ONGs de Quebec, el equipo recibió varios patrocinadores como National Bank of Canada, Coca-Cola y Bell Canada y mostraron a la ciudad de Montreal como un sitio turístico para atraer aficionados.
En 2008 el club se convirtió en el primer equipo de fútbol en contratar jugadores por un periodo de 10 meses, mismo año en el que ganaron la primera edición del Campeonato Canadiense de Fútbol y representaron a Canadá en la Concacaf Liga de Campeones 2008-09. En la ronda clasificatoria eliminó al Real Estelí FC de Nicaragua con un marcador global de 1-0; en la fase de grupos enfrentó al Joe Public FC de Trinidad y Tobago (2-0 y 4-1), el CD Olimpia de Honduras (2-1 y 1-1) y al Atlante FC de México (0-0 y 1-2), con lo que clasificó a la siguiente ronda. El 25 de febrero de 2009 venció en el partido de ida al Santos Laguna de México con marcador de 2-0 en el Estadio Olímpico de Montreal ante 55,571 espectadores. El juego de vuelta se jugó el 5 de marzo de 2009 en el Estadio Corona de Torreón y con la ventaja en el marcador de 2-1 a pocos minutos del final apareció el delantero del Santos Carlos Quintero inició una remontada con dos goles y el partido al final terminó 2-5 a favor del Santos Laguna y el global quedó 4-5 en favor de los mexicanos.

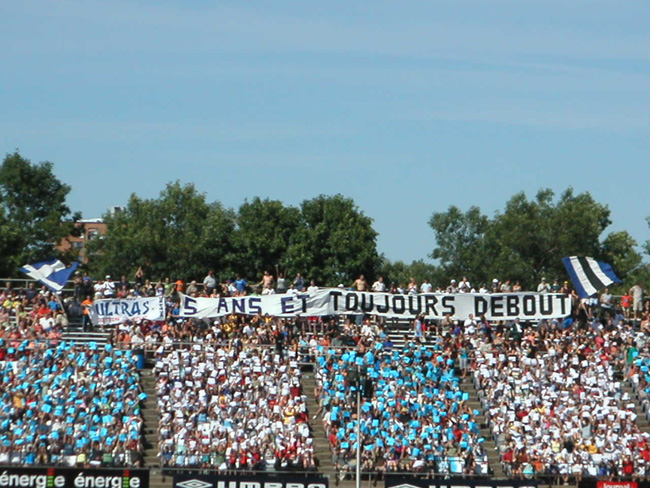
Los aficionados del Impact en el quinto aniversario del club en el Claude-Robillard Centre.

El año 2009 no fue bueno para el club, ya que quedaron fuera en el Campeonato Canadiense de Fútbol y de la Voyageurs Cup, con lo que su entrenador Marc Dos Santos decidió mandar a jugadores del equipo reserva a los partidos restantes del equipo ante el Vancouver Whitecaps FC. Ese año el equipo recibió la peor derrota hasta el momento en su historia y fue 1-6 ante el Toronto FC de la MLS. El Toronto FC necesitaba una victoria de al menos 4 goles de diferencia para clasificar a la Concacaf Liga de Campeones 2009-10, por lo que el Vancouver Whitecaps FC quedó fuera del torneo por gol diferencia.
El Impact logró el tercer título de su historia en la primera final de la USL First Division el 17 de octubre de 2009 ante 13,304 espectadores en el Estadio Saputo al vencer al Vancouver Whitecaps FC 3-1 y 6-3 en el marcador global como el primer equipo de Canadá en ganar el título de la USL First Division. En noviembre de ses año se anunció la idea de que el club quería abandonar la USL First Division para convertirse en uno de los equipos fundadores de la NASL que iniciaría en la temporada 2010. La liga con el aval de la US Soccer y la Canadian Soccer Association anunció que el Impact sería uno de los equipos que jugarían en la nueva liga junto al Atlanta Silverbacks, Carolina Railhawks, Crystal Palace Baltimore, Miami FC, Minnesota Thunder, Tampa Bay Rowdies, Vancouver Whitecaps y el St. Louis Soccer United.
Desde 2008 se anunció la idea de que Montreal tuviera una franquicia en la MLS, idea que se concretó el 16 de mayo de 2009 cuando la MLS anunció la expansión de equipos para la temporada 2011, y el 7 de mayo de 2011 el comisionado de la MLS Don Garber anunció que Montreal tendría la franquicia 19 en la MLS para la temporada 2012.

## Palmarés
- USL First Division (2): 2004, 2009
  - Northeast Division (2): 1997, 2003
  - Eastern Division (2): 2004
- APSL (1): 1994
- Commissioner's Cup (5): 1995, 1996, 1997, 2005, 2006
- Voyageurs Cup (7): 2002, 2003, 2004, 2005, 2006, 2007, 2008
- Can Am Cup (3): 1998, 2003, 2004
- Montreal Cup (1): 2001

## Temporadas

### Fútbol
| Año  | División     | Liga               | Temporada Regular     | Playoffs                   | Voyageurs Cup | CONCACAF Champions League | Asistencia Promedio |
| ---- | ------------ | ------------------ | --------------------- | -------------------------- | ------------- | ------------------------- | ------------------- |
| 1993 | 1            | APSL               | 7º                    | No clasificó               | N/A           | N/A                       |                     |
| 1994 | 1            | APSL               | 3º                    | Campeón                    | N/A           | N/A                       | 3,216               |
| 1995 | 2            | A-League           | 1º                    | Semifinales                | N/A           | N/A                       | 5,075               |
| 1996 | 2            | A-League           | 1º                    | Semifinales                | N/A           | N/A                       | 4,868               |
| 1997 | 2            | A-League           | 1º, Northeast         | Final Divisional           | N/A           | N/A                       | 5,066               |
| 1998 | 2            | USISL A-League     | 2º, Northeast         | Semifinales de Conferencia | N/A           | N/A                       | 4,008               |
| 1999 | No participó | No participó       | No participó          | No participó               | No participó  | No participó              | No participó        |
| 2000 | 2            | USL A-League       | 4º, Northeast         | No clasificó               | N/A           | N/A                       | 2,338               |
| 2001 | 2            | USL A-League       | 4º, Northern          | No clasificó               | N/A           | N/A                       | 2,103               |
| 2002 | 2            | USL A-League       | 2º, Northeast         | Semifinales de Conferencia | Campeón       | N/A                       | 5,178               |
| 2003 | 2            | USL A-League       | 1º, Northeast         | Final Divisional           | Campeón       | N/A                       | 7,236               |
| 2004 | 2            | USL A-League       | 1º, Eastern           | Campeón                    | Campeón       | N/A                       | 9,279               |
| 2005 | 2            | USL First Division | 1º                    | Semifinales                | Campeón       | N/A                       | 11,176              |
| 2006 | 2            | USL First Division | 1º                    | Semifinales                | Campeón       | N/A                       | 11,554              |
| 2007 | 2            | USL First Division | 3º                    | Cuartos de final           | Campeón       | N/A                       | 11,035              |
| 2008 | 2            | USL First Division | 3º                    | Semifinales                | Campeón       | Cuartos de final          | 12,696              |
| 2009 | 2            | USL First Division | 5º                    | Campeón                    | 3º            | No clasificó              | 12,033              |
| 2010 | 2            | USSF Division 2    | 3º, NASL (6º General) | Semifinales                | 3º            | No clasificó              | 12,397              |
| 2011 | 2            | NASL               | 7º                    | No clasificó               | Semifinales   | No clasificó              | 11,514              |

### Fútbol Indoor
| Año     | Liga | Temporada Regular | Playoffs                   | Asistencia Promedio |
| ------- | ---- | ----------------- | -------------------------- | ------------------- |
| 1997/98 | NPSL | 3º, North         | No clasificó               | 4,629               |
| 1998/99 | NPSL | 3º, Central       | Semifinales de Conferencia | 3,114               |
| 1999/00 | NPSL | 2º, Central       | Semifinales de Conferencia | 2,642               |

## Récords
- Temporadas: 18 (1993–1998, 2000–2011)
- Primer partido oficial: 14 de mayo de 1993 (ante Los Angeles Salsa)
- Primer partido internacional: 22 de abril de 1993 (ante  Ponte Boggianese)
- Primer partido de local: 21 de mayo de 1993 (ante Tampa Bay Rowdies)
- Major participación: Campeón (1994, 2004, 2009)
- Mayor asistencia: 55 571 espectadores (25 de enero de 2009 ante Santos Laguna CONCACAF)
- Más goles en una temporada: 58 (en 28 juegos en 1997)
- Menos goles en una temporada: 15 (en 28 juegos en 2004, 2005 y 2006)
- Mayor victoria de local: 6–0 (ante Worcester en 1997)
- Mayor victoria de visitante: 0–5 (ante Crystal Palace Baltimore en 2010)
- Peor derrota de local: 1–6 (ante Toronto FC en 2009)
- Peor derrota de visitante: 6–0 (ante Rochester en 1998)
- CONCACAF Champions League: Primer equipo de Canadá en participar, en 2008 eliminado en cuartos de final
- Más goles en un partido: Ali Gerba 3 goles 21 de agosto de 2010 (ante Crystal Palace Baltimore)
- Gol más rápido en un juego: Ali Gerba 18 segundos el 27 de agosto de 2010 (ante Rochester Rhinos)

## Récord ante Rivales de la Concacaf
| Club          | J  | G | E | P | GF | GC | GD |
| ------------- | -- | - | - | - | -- | -- | -- |
| Atlante FC    | 2  | 0 | 1 | 1 | 1  | 2  | −1 |
| Joe Public FC | 2  | 2 | 0 | 0 | 6  | 1  | 5  |
| Olimpia       | 2  | 1 | 1 | 0 | 3  | 2  | 1  |
| Real Estelí   | 2  | 1 | 1 | 0 | 1  | 0  | 1  |
| Santos Laguna | 2  | 1 | 0 | 1 | 4  | 5  | −1 |
| Total         | 10 | 5 | 3 | 2 | 15 | 10 | 5  |

## Estadios

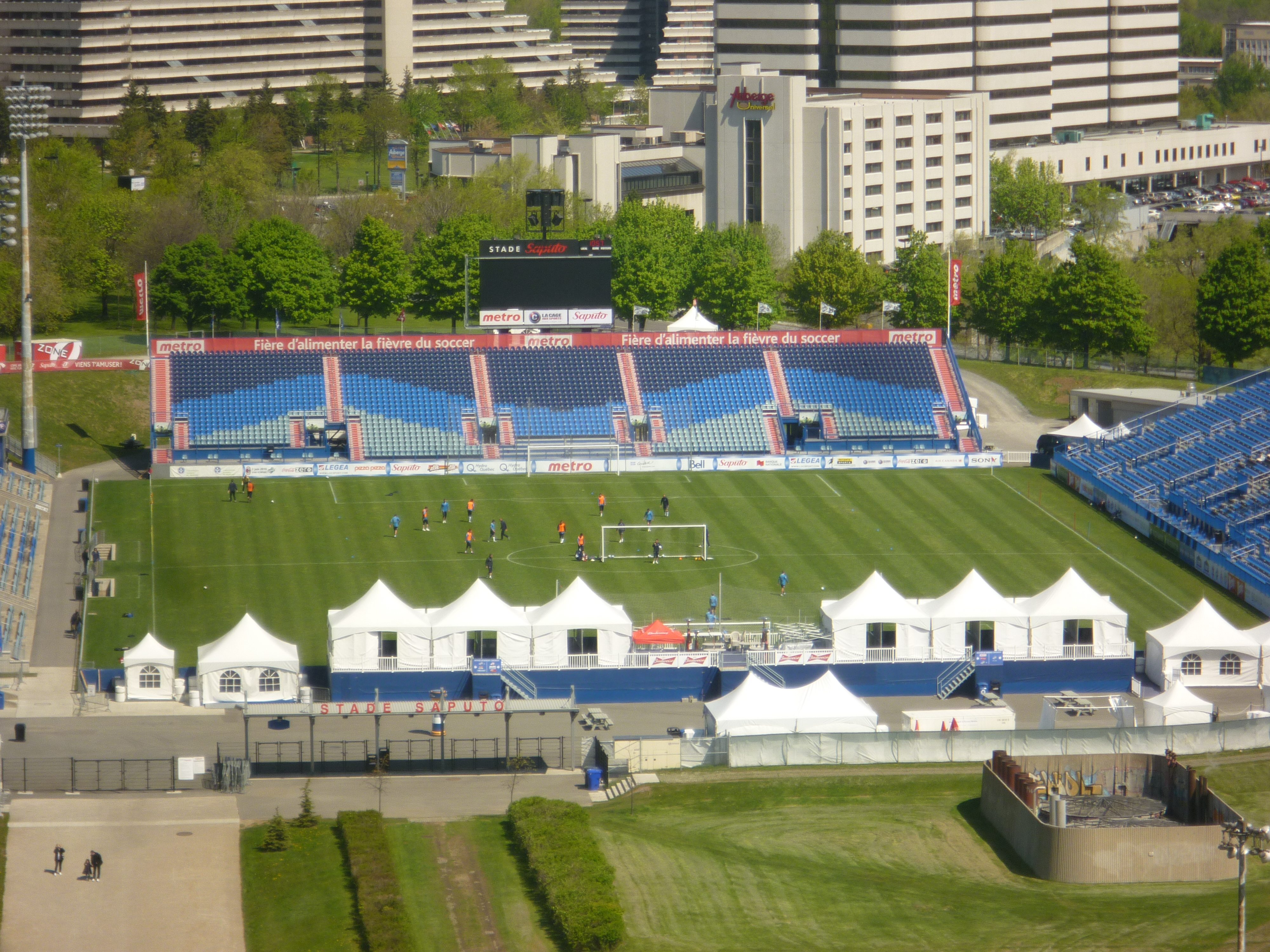
El Estadio Saputo construido en 2008

- Complexe Sportif Claude-Robillard; Montreal, Quebec (1993–2007)
- Stade de Université Laval; Quebec City, Quebec 3 juegos (2003–2005)
- Université de Sherbrooke Parc; Sherbrooke, Quebec 2 juegos (2004–2005)
- Saputo Stadium; Montreal, Quebec (2008–2011)

## Gerencia 2011
- Joey Saputo – Presidente
- Richard Legendre – Vice Presidente Ejecuivo del Montreal Impact y el Saputo Stadium
- Claude Pinard – Vice Presidente Ejecutivo de Marketing y Ventas
- John Di Terlizzi – Vice Presidente de Ventas
- John Papadakis – Vice Presidente Financiero
- Nick De Santis – Director Deportivo
- Matt Jordan – Director de Operaciones de Fútbol

## Entrenadores
| - Eddie Firmani (1993) - Valerio Gazzola (1994–1997) - Paul Kitson (1998) - Tasso Koutsoukos (1998–2000) - Zoran Jankovic (2000) | - Valerio Gazzola (2000–2001) - Bob Lilley (2002–2003) - John Limniatis (2008–2009) - Marc Dos Santos (2009–2011) - Nick DeSantis (2001, 2004–2008, 2011) |

## Jugadores

### Jugadores destacados
| - Lloyd Barker - Tom Kouzmanis - Eddy Berdusco - Patrice Bernier - Mauro Biello - Adam Braz - Adrian Cann - Paolo Ceccarelli - Nick Dasović - Nick De Santis - Jason de Vos - Leonardo Di Lorenzo - Patrick Diotte - Rudy Doliscat | - Paul Dougherty - Patrice Ferri - Carl Fletcher - Simon Gatti - Charles Gbeke - Ali Gerba - Gabriel Gervais - Sandro Grande - André Hainault - Jean Harbor - Pat Harrington - Lyndon Hooper - Matt Jordan - Darko Kolić - Roberto Brown | - Jim Larkin - Patrick Leduc - John Limniatis - Onandi Lowe - Grant Needham - Giuliano Oliviero - Paulinho - Nevio Pizzolitto - Rocco Placentino - António Ribeiro - Eduardo Sebrango - Greg Sutton - David Testo - Steve Trittschuh - Zanzan |

### Logros Individuales
| Año  | MVP                 | Defensivo del Año | Héroe             | Regreso del Año                    |
| ---- | ------------------- | ----------------- | ----------------- | ---------------------------------- |
| 1993 | Patrice Ferri       | –                 | –                 | –                                  |
| 1994 | Jean Harbor         | –                 | –                 | –                                  |
| 1995 | Lloyd Barker        | –                 | –                 | –                                  |
| 1996 | Paolo Ceccarelli    | –                 | –                 | –                                  |
| 1997 | Mauro Biello        | –                 | –                 | –                                  |
| 1998 | Mauro Biello        | –                 | –                 | –                                  |
| 1999 | N/A                 | –                 | –                 | –                                  |
| 2000 | Jim Larkin          | –                 | –                 | –                                  |
| 2001 | Mauro Biello        | –                 | –                 | –                                  |
| 2002 | Eduardo Sebrango    | Gabriel Gervais   | Jason DiTullio    | Zé Roberto                         |
| 2003 | Greg Sutton         | Gabriel Gervais   | David Fronimadis  | Martin Nash                        |
| 2004 | Gabriel Gervais     | Greg Sutton       | Zé Roberto        | Sandro Grande                      |
| 2005 | Mauro Biello        | Nevio Pizzolitto  | Mauricio Vincello | Masahiro Fukazawa                  |
| 2006 | Mauricio Vincello   | Gabriel Gervais   | Andrew Weber      | Leonardo Di Lorenzo                |
| 2007 | Leonardo Di Lorenzo | Mauricio Vincello | Simon Gatti       | Matt Jordan                        |
| 2008 | Matt Jordan         | Nevio Pizzolitto  | Joey Gjertsen     | Stefano Pesoli                     |
| 2009 | David Testo         | Nevio Pizzolitto  | Adam Braz         | Stephen deRoux                     |
| 2010 | Philippe Billy      | Philippe Billy    | Tony Donatelli    | Ali Gerba                          |
| 2011 | Hassoun Camara      | Evan Bush         | Simon Gatti       | Ian Westlake / Sinisa Ubiparipovic |

### Líderes Históricos
| #  | Nombre          | Periodo            | Apariciones | Goles |
| -- | --------------- | ------------------ | ----------- | ----- |
| 1  | Mauro Biello    | 1993–98, 2000–2009 | 344         | 72    |
| 2  | Nevio Pizzolito | 1995–98, 2000–2012 | 283         | 11    |
| 3  | Patrick Leduc   | 2000–2010          | 222         | 10    |
| 4  | Nick De Santis  | 1993–2003          | 219         | 21    |
| 5  | Lloyd Barker    | 1993–98, 2000–01   | 191         | 34    |
| 6  | Patrick Diotte  | 1993–98, 2000–01   | 186         | 0     |
| 7  | John Limniatis  | 1990–2002          | 150         | 2     |
| 8  | Gabriel Gervais | 2002–08            | 148         | 7     |
| 9  | Adam Braz       | 2002–06, 2008–11   | 145         | 0     |
| 10 | António Ribeiro | 2000–08, 2010–     | 144         | 12    |

| #  | Nombre            | Periodo                 | Apariciones | Goles |
| -- | ----------------- | ----------------------- | ----------- | ----- |
| 1  | Mauro Biello      | 1993–98, 2000–2009      | 344         | 72    |
| 2  | Eduardo Sebrango  | 2002–05, 2009–          | 136         | 50    |
| 3  | Lloyd Barker      | 1993–97, 2001–04        | 190         | 34    |
| 4  | Ali Gerba         | 2000, 2003, 2005, 2010– | 49          | 23    |
| 5  | Nick De Santis    | 1993–98, 2000–03        | 219         | 21    |
| 6  | Grant Needham     | 1993–98                 | 87          | 19    |
| 7  | Guiliano Oliviero | 1997–2002               | 115         | 18    |
| 8  | Darko Kolić       | 1997–98, 2000–06        | 105         | 17    |
| 8  | Zé Roberto        | 2001–07                 | 138         | 17    |
| 10 | Roberto Brown     | 2007–2010               | 59          | 13    |
| 10 | Charles Gbeke     | 2005, 2007–2008         | 49          | 13    |
| 10 | Tony Donatelli    | 2008–2010               | 73          | 13    |

### Números retirados
| No. | Nombre       | Periodo              |
| --- | ------------ | -------------------- |
| 20  | Mauro Biello | 1993–1998, 2000–2009 |